# Rutilia micropalpis
Rutilia micropalpis är en tvåvingeart som beskrevs av Malloch 1929. Rutilia micropalpis ingår i släktet Rutilia och familjen parasitflugor. Inga underarter finns listade i Catalogue of Life.